# Cadurcia zetterstedti
Cadurcia zetterstedti là một loài ruồi trong họ Tachinidae.